# Odznak Vysočina
Odznak Vysočina je kriminální seriál TV Nova natočený ve spolupráci se společností Bionaut Vratislava Šlajera. Režie se ujali Andy Fehu a Pavel Soukup.
Tým vyšetřovatelů tvoří Dana Skálová (Monika Hilmerová), Kateřina Vlčková (Simona Zmrzlá), Petr Bach (Martin Hofmann), Karel Šmíd (Michal Suchánek) a Vašek Kocián (Patrik Děrgel).
Premiéra první řady na obrazovkách TV Nova proběhla 13. ledna 2022. Dne 25. července 2022 TV Nova oznámila, že seriál bude mít pokračování. Vysílání druhé řady seriálu mělo premiéru 5. března 2023, kolektiv vyšetřovatelů se rozšířil o další postavu plukovníka Valtera Kožíška (Pavel Řezníček).
Dne 2. května 2023 TV Nova oznámila, že seriál bude mít znovu pokračování. Vysílání třetí řady seriálu mělo televizní premiéru 12. května 2024 na TV Nova a na Voyo měla premiéru o týden dřív 5. května 2024.
Odborným poradcem byla Renáta Miková, vrchní komisařka z Krajského ředitelství policie Jihočeského kraje. Stala se předobrazem pro postavu, kterou si v seriálu zahrála Monika Hilmerová.
V druhé řadě hrál i Otmar Brancuzský, který zemřel během natáčení. Zbytek svých obrazů nestačil dotočit, kvůli čemuž musel být na poslední chvíli změněn samotný scénář. Jedná se tak o jeho vůbec poslední roli.

## Děj
Malé město Veselá vypadá na první pohled až idylicky – „všichni“ se spolu znají a potkávají se cestou do školy a do práce, navíc v malebném prostředí Vysočiny, která ale umí mnohdy ukázat i svou drsnou tvář. Ve Veselé sídlí menší oddělení kriminální policie, které vede Dana Skálová v podání Moniky Hilmerové.
Ani malé město a venkov ovšem nejsou ušetřeny závažných zločinů, nejde sice o sériové vrahy či podivné nebo brutální kauzy, ale i přesto zasáhnou do života celé komunity. Důležitá je interakce mezi jednotlivými zúčastněnými či podezřelými, kteří lžou a navzájem se obviňují, nechybí ani nespolehliví svědkové a další postavy, které umí vyšetřování řádně zkomplikovat. Tajemství je ukryté právě v lidech, jejich osudech a motivacích spíše než v samotném vykonstruovaném provedení vraždy. Hledání pachatele je proto společnou prací celého týmu.
Zároveň rozplétáme i soukromé životy hlavních postav, sledujeme, jak se vypořádávají s dramatickými událostmi během vyšetřování, ale i se svou vlastní minulostí a představami o životě.

## Obsazení

### Hlavní a vedlejší role
| Monika Hilmerová   | kpt. Mgr. Dana Skálová, šéfová kriminálky                                 |
| Simona Zmrzlá      | kpt. Mgr. Kateřina Vlčková, vyšetřovatelka                                |
| Michal Suchánek    | kpt. MUDr. Karel Šmíd, vyšetřovatel, soudní lékař a technik               |
| Martin Hofmann     | npor./kpt. Petr Bach, operativec                                          |
| Patrik Děrgel      | por./kpt. Bc. Václav (Vašek) Kocián, operativec                           |
| Pavel Batěk        | kpt. Mgr. Petr Ondřejovský, vyšetřovatel útvaru Tempus a kamarád Kateřiny |
| Pavel Řezníček     | plk. Mgr. Valter Kožíšek, nadřízený kpt. Skálové (od 2. řady)             |
| Robert Mikluš      | kpt. JUDr. Radek Toušl, šéf hospodářské kriminálky (od 2. řady)           |
| Roman Slovák       | mjr. Bc. Jan Holas, šéf brněnské kriminálky (od 2. řady)                  |
| Petr Polák         | mjr. Mgr. Leoš Slepička, šéf protidrogového oddělení (1. řada)            |
| David Máj          | MUDr. Jaroslav Havránek, soudní lékař (od 2. řady)                        |
| Aleš Balda         | Mgr. Jiří Šejbal, analytik (od 2. řady)                                   |
| Barbara Lukešová   | JUDr. Alena Trpáková, státní zástupkyně (od 2. řady)                      |
| Kristýna Badinková | Mgr. Marta Maurerová, sociální pracovnice (od 2. řady)                    |
| Jan Šťastný        | Mgr. Karel Hrom, policejní psycholog (od 2. řady)                         |
| Filip Březina      | Marek Vranný, kamarád Dany Skálové                                        |
| Martina Jindrová   | Julie Maxová, kamarádka Dany Skálové                                      |
| Jolana Jirotková   | Matylda Vlčková, Kateřinina dcera                                         |
| Ondřej Nosálek     | Martin Vlček, Kateřinin manžel                                            |
| Helena Dvořáková   | Helena Mrázová, Karlova kamarádka                                         |
| Pavel Soukup       | Karel Bach, Petrův otec a myslivec                                        |
| Pavla Gajdošíková  | Erika Bláhová, partnerka Petra Bacha a pošťačka (od 2. řady)              |
| Jan Hrušínský      | JUDr. Václav Kocián st., Václavův otec a advokát (od 2. řady)             |
| Ivana Andrlová     | JUDr. Jana Kociánová, Václavova matka a advokátka (od 2. řady)            |

### Epizodní role

#### První řada
| Marcel Vašinka           | Jaromír Lokaj (1. díl)           |
| Vladimír Škultéty        | Tomáš Hrachovec (1. díl)         |
| Hana Frejková            | Marie Kloboučková (1. díl)       |
| Jiří Krejčí              | Jan Klobouček (1. díl)           |
| Václav Maixner           | Karel Kuchař (1. díl)            |
| Elin Herbeck             | Markéta Benešová (1. díl)        |
| Renáta Klemensová        | Marie Polánecká (1. díl)         |
| Anna Janečková Bazgerová | Helena Bláhová (1. díl)          |
| Nikola Bartošová         | Lenka Dědičová (1. díl)          |
| Tomáš Vardan             | Martin Šulc (1. a 2. díl)        |
| Jiří Konvalinka          | Michal Pospíchal (2. díl)        |
| Andrea Daňková           | Zuzana Modrá (2. díl)            |
| Jan Teplý ml.            | Pavel Kolář (2. díl)             |
| Natálie Halouzková       | Ivana Bergerová (2. díl)         |
| Viera Pavlíková          | Božena Rinkelová (2. díl)        |
| Vojtěch Babišta          | Richard Tyc (2. díl)             |
| Filip František Červenka | Jaroslav Sokol (3. díl)          |
| Dana Černá               | Petra Režňáková (3. díl)         |
| Dušan Urban              | Jiří Korec (3. díl)              |
| Petra Špindlerová        | Jitka Horáková (3. díl)          |
| Ondřej Malý              | Radek Pokorný (3. díl)           |
| Sára Korbelová           | Martina Pokorná (3. díl)         |
| Šimon Bilina             | Antonín Vízner (3. díl)          |
| Jiří Král                | Karel Ryba (3. díl)              |
| Maria Pavlová            | Jana Rybová (3. díl)             |
| Michal Černý             | Filip Beran (4. díl)             |
| Veronika Bellová         | Anna Kárová (4. díl)             |
| Jan Holík                | Martin Votruba (4. díl)          |
| Martin Kubačák           | Miroslav Dohnal (4. 6. a 8. díl) |
| Lucie Žáčková            | Lenka Gabajová (4. díl)          |
| Leoš Noha                | Josef Kalafut (4. a 6. díl)      |
| Miroslav Zavičár         | MVDr. Pavel Janeček (4. díl)     |
| Michal Dlouhý            | Antonín Lang (5. díl)            |
| Petr Vršek               | Jiří Sokol (5. díl)              |
| Petr Bláha               | Jiří Valo (5. díl)               |
| Tomáš Hron               | Radek Horváth (5. díl)           |
| Andrei Toader            | Michal Mostecký (5. díl)         |
| Karolína Lea Nováková    | Karolína Mostecká (5. díl)       |
| Dáša Kouřilová           | Jana Mostecká (5. díl)           |
| Vilém Udatný             | Václav Janoušek (5. díl)         |
| Libor Jeník              | Zdeněk Koptiš (5. díl)           |
| Jennifer Baluchová       | Veronika Novotná (6. díl)        |
| Tomáš Dastlík            | Miroslav Postl (6. díl)          |
| Tereza Petrášková        | Dana Plocková (6. díl)           |
| Josef Kaluža             | Jaroslav Plocek (6. díl)         |
| Lukáš Jůza               | Karel Kostka (6. díl)            |
| Jiří Černý               | Viktor Gajdiš (7. díl)           |
| Jindřich Skopec          | Jaroslav Bareš (7. díl)          |
| Lukáš Bech               | Jakub Kolčák (7. díl)            |
| Ondřej Hampl             | Adam Grabowski (8. díl)          |
| Mária Ševčíková          | Hana Dohnalová (8. díl)          |
| Gabriela Míčová          | Marta Částková (8. díl)          |
| Tomáš Kořének            | Stanislav Částka (8. díl)        |
| Jakub Kalián             | Lukáš Částka (8. a 17. díl)      |
| Michal Gulyáš            | Jiří Kučera (8. díl)             |
| Kamila Valůšková         | Andrea Kučerová (8. díl)         |
| Anna Beránková           | Romana Zikanová (8. díl)         |

#### Druhá řada
| Daniel Svoboda      | Bohumil Sedlák (9. díl)       |
| Barbora Milotová    | Alena Sedláková (9. díl)      |
| Miroslav Dvořák     | David Holý (9. díl)           |
| Martin Bareš        | Tomáš Sedlák (9. díl)         |
| Matouš Rajmont      | Jan Procházka (9. díl)        |
| Rostislav Trtík     | Stanislav Šíma (9. díl)       |
| Marta Maťová        | Hana Jeřábková (10. díl)      |
| Jarek Hyberlant     | Viktor Pánek (10. díl)        |
| Radim Kalvoda       | Karel Urban (9. díl)          |
| Natalie Golovchenko | Eva Urbanová (10. díl)        |
| Jan Grundman        | David Urban (10. díl)         |
| Matěj Nechvátal     | Lukáš Urban (10. díl)         |
| Jan Komínek         | Ondřej Urban (10. díl)        |
| Zuzana Ďurdinová    | Michaela Šulcová (11. díl)    |
| Markéta Hausnerová  | Kamila Říhová (11. díl)       |
| Tomáš Pavelka       | Vladimír Říha (11. díl)       |
| Daniela Zálešáková  | Hana Kuzníková (12. díl)      |
| Patrik Holubař      | Roman Kuzník (12. díl)        |
| Berenika Suchánková | Eva Davidová (12. díl)        |
| Adam Kraus          | Robert Vališ (12. díl)        |
| Miloslav König      | René Sutnar (12. díl)         |
| Pavel Tesař         | Rudolf Hložek (13. díl)       |
| Jan Hájek           | Jura Pospěch (13. díl)        |
| Barbora Seidlová    | Dominika Pospěchová (13. díl) |
| Milan Šteindler     | Alois Nekula (13. díl)        |
| Michal Dalecký      | Antonín Cykrt (13. díl)       |
| Jiří Roskot         | Martin Cykrt (13. díl)        |
| Marie Švestková     | Alice Cykrtová (13. díl)      |
| Zuzana Skalická     | Jiřina Hložková (13. díl)     |
| Martin Preiss       | Jan Krýdl (14. díl)           |
| Michaela Doležalová | Petra Dolinová (14. díl)      |
| Adam Langer         | František Smolík (14. díl)    |
| Jakub Albrecht      | Richard Fuksa (14. díl)       |
| Vojtěch Franců      | Josef Mládek (14. díl)        |
| Petr Vydra          | Luboš Letenský (15. díl)      |
| Ondřej Veselý       | David Řiháček (15. a 16. díl) |
| Vojtěch Lipina      | Josef Kesler (15. díl)        |
| Karel Jirák         | Jindřich Žák (15. díl)        |
| Vít Brukner         | Pavel Sušek (15. díl)         |
| Vladislav Georgiev  | Petr Sušek (15. díl)          |
| Jiří Chadraba       | Dalibor Sušek (15. díl)       |
| Lucie Matoušková    | Soňa Boháčová (16. díl)       |
| Ivana Lokajová      | Jana Boháčová (16. díl)       |
| Otmar Brancuzský    | Miroslav Boháč (16. díl)      |
| Filip Cíl           | David Jerman (16. díl)        |
| Jan Lepšík          | Jaromír Smutný (16. díl)      |

#### Třetí řada
| Pavel Langer         | Milan Houska (17. díl)    |
| Lukáš Rous           | Jindřich Barák (17. díl)  |
| Lumíra Přichystalová | Anna Vávrová (17. díl)    |
| Jiří Kocman          | Milan Frantl (17. díl)    |
| Ondřej Novák         | Martin Šindelář (17. díl) |

## Seznam dílů

### První řada (2022)
| Č. v seriálu | Č. v řadě | Původní název               | Režie        | Scénář                        | Datum premiéry                                       | Sledovanost (v mil.) |
| --- | --------- | --------------------------- | ------------ | ----------------------------- | ---------------------------------------------------- | -------------------- |
| 1 | 1         | Zlobába                     | Pavel Soukup | Petr Koubek                   | 6. ledna 2022 (na Voyo) 13. ledna 2022 (na TV Nova)  | 1,391                |
| Ve vyschlé studni je nalezeno tělo ženy, kterou nenáviděla celá vesnice. Podezřelých je mnoho, navíc se brzy ukáže, že lidé si vzájemně kryjí záda a nejsou ochotní s policií spolupracovat. Dana Skálová a její tým budou muset přijít na způsob, jak vesnici ke spolupráci přimět. Podaří se jim odhalit, kdo stojí za smrtí nenáviděné Zlobáby?                                                                                 |           |                             |              |                               |                                                      |                      |
| 2 | 2         | Den blbec                   | Pavel Soukup | Petr Koubek                   | 13. ledna 2022 (na Voyo) 20. ledna 2022 (na TV Nova) | 1,167                |
| U silnice na kraji města leží tělo sestřičky Zuzany. Policisté brzy zjišťují, že Zuzana byla těhotná, a že to mohl být i důvod, proč se jí chtěl někdo zbavit. Stopy vedou k baru u rybníka, jehož majitel se netají tím, že občas dívkám přilepší něčím ostřejším do pití. Zuzana byla zároveň zamilovaná do kolegy v práci, který ale poměr s mladou sestřičkou odmítá. Podaří se policistům rozkrýt, proč Zuzana musela zemřít? |           |                             |              |                               |                                                      |                      |
| 3 | 3         | Spirála                     | Andy Fehu    | Eva Taubrová, Marta Fenclová  | 20. ledna 2022 (na Voyo) 27. ledna 2022 (na TV Nova) | 1,073                |
| Někdo zavraždil nenáviděného exekutora Horáka. Kromě jeho dlužníků jsou tu i řady milenek, včetně tajemné černovlásky, se kterou Horák strávil poslední noc. Horák měl navíc u sebe v době vraždy vyšší finanční obnos. Stála za jeho smrtí žárlivost, zhrzená láska nebo to byla loupežná vražda? |           |                             |              |                               |                                                      |                      |
| 4 | 4         | Vlčí kraj                   | Pavel Soukup | Lucie Palkosková              | 27. ledna 2022 (na Voyo) 3. února 2022 (na TV Nova)  | 0,902                |
| Chovatele vlků zabije jeho vlastní smečka – tak to alespoň na první pohled vypadá. Vlci utekli a úkolem Skálové a jejího týmu bude předejít tomu, aby je lidé začali lovit. Nejnadšenějším lovcem je Bachův otec, se kterým nemá dobrý vztah. Brzy se navíc ukáže, že vlci byli jen zástěrkou pro vraždu – podaří se policistům ochránit vlky a najít vraha?                                                                       |           |                             |              |                               |                                                      |                      |
| 5 | 5         | Staří známí                 | Andy Fehu    | Marta Fenclová, Petr Koubek   | 3. února 2022 (na Voyo) 10. února 2022 (na TV Nova)  | 1,015                |
| Řeka u Veselé vyplaví tělo mrtvého vojáka. Utopil se, ale ještě před tím se popral a je pravděpodobné, že mu do vody někdo pomohl. Před smrtí pobýval s partou dalších válečných veteránů v nedaleké chatě, kamarádi jsou jeho smrtí zdrceni. Mohou za jeho smrtí stát nesplacené dluhy, nebo nejsou všichni takoví kamarádi, jak se tváří?                                                                                        |           |                             |              |                               |                                                      |                      |
| 6 | 6         | Perníková chaloupka         | Andy Fehu    | Petr Koubek                   | 10. února 2022 (na Voyo) 17. února 2022 (na TV Nova) | 0,971                |
| V lese je nalezen odstavený karavan, který sloužil jako drogová varna. Uvnitř je velké množství lidské krve – tělo ovšem chybí. Ve Veselé se v posledních dnech pohybovali dva muži, kteří mladým v baru drogy rozdávali. Je za vraždou bez těla konkurenční boj, nebo se chtěl dealerů zbavit někdo další? |           |                             |              |                               |                                                      |                      |
| 7 | 7         | Nejhodnější člověk na světě | Andy Fehu    | Štefan Titka                  | 17. února 2022 (na Voyo) 24. února 2022 (na TV Nova) | 0,841                |
| Někdo zabil učitele Bareše a jeho tělo pohodil uprostřed náměstí. Byl oblíbený a nekonfliktní – kdo mu mohl něco takového udělat? Případ je navíc pro policisty osobní, Bareš byl blízkým přítelem Šmída, který je odhodlaný vraha vypátrat stůj co stůj. Podaří se policistům zjistit, kdo stojí za zdánlivě nesmyslnou vraždou?                                                                                                  |           |                             |              |                               |                                                      |                      |
| 8 | 8         | Na samotě                   | Pavel Soukup | Lucie Palkosková, Petr Koubek | 24. února 2022 (na Voyo) 3. března 2022 (na TV Nova) | 0,972                |
| U trempské chaty uprostřed lesa je nalezen mrtvý muž. Dana Skálová ho znala, měla s ním před lety milostný poměr. Policisté brzy zjišťují, že nebyla jediná a počty zhrzených milenek a žárlivých manželů jim brzy začnou přerůstat před hlavu. Podaří se jim zjistit, zda za násilnou smrtí stála nešťastná láska, nebo byl motiv ještě trochu jiný?                                                                              |           |                             |              |                               |                                                      |                      |

### Druhá řada (2023)
- Natáčeno od 25. července do 30. listopadu 2022

| Č. v seriálu | Č. v řadě | Původní název     | Režie        | Scénář                                   | Premiéra na TV Nova                                    | Sledovanost (v mil.) |
| --- | --------- | ----------------- | ------------ | ---------------------------------------- | ------------------------------------------------------ | -------------------- |
| 9 | 1         | Nebojsa           | Marek Najbrt | Petr Koubek                              | 26. února 2023 (na Voyo) 5. března 2023 (na TV Nova)   | 1,111                |
| V bytovce na kraji Veselé někdo zavraždí muže. Jeho manželka a syn zmizeli a je možné, že jsou stále v nebezpečí. Dana Skálová a její tým se pouští do boje s časem, aby zmizelé vypátrali a zjistili, kdo v bytě vraždil... |           |                   |              |                                          |                                                        |                      |
| 10 | 2         | Krmítko           | Andy Fehu    | Marta Fenclová, Petr Koubek              | 5. března 2023 (na Voyo) 12. března 2023 (na TV Nova)  | 0,986                |
| V luxusní hájence uprostřed lesa se stala brutální dvojnásobná vražda, z místa činu zároveň zmizel trezor. Hlavními podezřelými jsou tři nevyvedení synové mrtvých manželů, z nichž každý mohl mít na peníze rodičů zálusk... |           |                   |              |                                          |                                                        |                      |
| 11 | 3         | Mrtvá ze mlýna    | Marek Najbrt | Lucie Vaňková                            | 12. března 2023 (na Voyo) 19. března 2023 (na TV Nova) | 1,147                |
| Manžel nahlásí pohřešování manželky, okolnosti jejího zmizení jsou však podezřelé. Zmizelá je učitelkou dcery Vlčkové, pro kterou se tak případ stává osobní. Může zmizení učitelky souviset s jejím bohatým milostným životem? |           |                   |              |                                          |                                                        |                      |
| 12 | 4         | Na dně            | Andy Fehu    | Štefan Titka                             | 19. března 2023 (na Voyo) 26. března 2023 (na TV Nova) | 1,215                |
| Na policii se přichází udat mladík, který tvrdí, že zabil svou matku a tělo hodil do lomu. Je nesvéprávný a jeho výpověď se zdá nevěrohodná, jeho matka je však skutečně nezvěstná. Policisté se rozhodnou dotyčný lom prohledat. Čeká tam na ně ale velké překvapení.                                                                        |           |                   |              |                                          |                                                        |                      |
| 13 | 5         | Myslivecká pomsta | Andy Fehu    | Emil Rhounek, Tomáš Grombíř, Petr Koubek | 26. března 2023 (na Voyo) 2. dubna 2023 (na TV Nova)   | 1,150                |
| Do nemocnice přijíždí dva muži s postřeleným kamarádem na zadní sedačce – ten záhy v nemocnici umírá. Muži tvrdí, že po nich stříleli myslivci, kteří si je spletli s pytláky. Petr Bach je dobře zná a při vyšetřování se musí vyrovnat se stíny vlastní minulosti. Podaří se mu společně s celým týmem zjistit, co se to ráno v lese stalo? |           |                   |              |                                          |                                                        |                      |
| 14 | 6         | Vyděrač           | Andy Fehu    | Petr Koubek, Tomáš Holeček               | 2. dubna 2023 (na Voyo) 9. dubna 2023 (na TV Nova)     | 1,108                |
| Na radnici je doručen vyděračský dopis – někdo chce odpálit nedalekou přehradu, pokud radnice nezastaví výstavbu ubytovny pro uprchlíky. Podaří se policistům najít pachatele dřív, než to udělá? |           |                   |              |                                          |                                                        |                      |
| 15 | 7         | Skříň             | Marek Najbrt | Pavel Gotthard                           | 9. dubna 2023 (na Voyo) 16. dubna 2023 (na TV Nova)    | 1,203                |
| Policisté najdou ve skříni zamčenou mrtvou paní, z domu se ztratila řada cenností. Soused vyšetřovatele navede na jejího syna, který už měl v minulosti problémy se zákonem a matce vyhrožoval. Stál za matčinou smrtí on, nebo se to celé stalo jinak?                                                                                       |           |                   |              |                                          |                                                        |                      |
| 16 | 8         | V pasti           | Marek Najbrt | Petr Koubek                              | 16. dubna 2023 (na Voyo) 23. dubna 2023 (na TV Nova)   | 1,299                |
| Nedaleko Veselé je v ohořelém autě nalezeno tělo ženy bez končetin. Jedna ruka se pak najde v Jihomoravském kraji, a tým Skálové je tak nucen spolupracovat s brněnskou kriminálkou. Tamní policisté ale mají výrazně jiné metody. Podaří se jim společně vypátrat, kdo za hrůzným činem stojí?                                               |           |                   |              |                                          |                                                        |                      |

### Třetí řada (2024)
- Natáčeno od 24. dubna do 9. prosince 2023.

| Č. v seriálu | Č. v řadě | Název                    | Režie        | Scénář                       | Datum premiéry                                          | Sledovanost |
| --- | --------- | ------------------------ | ------------ | ---------------------------- | ------------------------------------------------------- | ----------- |
| 17 | 1         | Divoženka                | Andy Fehu    | Petr Koubek                  | 5. května 2024 (na Voyo) 12. května 2024 (na TV Nova)   | 0,987       |
| Na pile je nalezeno tělo zavražděné mladé ženy s bohatou milostnou i drogovou minulostí. V poslední době žila spořádaným životem, přesto tým Dany Skálové postupně odkrývají, že muži, kteří měli na „Divoženku“ zálusk, byla celá řada.                                                                                             |           |                          |              |                              |                                                         |             |
| 18 | 2         | Špatná parta             | Marek Najbrt | Petr Koubek                  | 12. května 2024 (na Voyo) 19. května 2024 (na TV Nova)  | 0,827       |
| V lese je nalezeno tělo zastřeleného patnáctiletého chlapce. Dana Skálová a její tým rozkrývají vztahy ve škole i v celé komunitě, aby se dopátrali, kdo a proč tak hrůzný čin spáchal. |           |                          |              |                              |                                                         |             |
| 19 | 3         | Dokud nás smrt nerozdělí | Andy Fehu    | Pavel Gotthard               | 19. května 2024 (na Voyo) 2. června 2024 (na TV Nova)   | 1,028       |
| Manžel nahlásí, že pohřešuje svou ženu, a projeví obavu, že spáchala sebevraždu. Tělo však není k nalezení a okolo podezřelého zmizení se začíná rojit řada otazníků. Nález těla pak policistům definitivně zamotá hlavu. Vztah Petra Bacha s Erikou Bláhovou začíná komplikovat žárlivost, se kterou Erika přestává mít trpělivost. |           |                          |              |                              |                                                         |             |
| 20 | 4         | Zmizelá                  | Marek Najbrt | Věra Starečková, Petr Koubek | 2. června 2024 (na Voyo) 9. června 2024 (na TV Nova)    | 1,020       |
| Markéta Vláčilová byla bezkonfliktní mladá máma dvouleté holčičky, její vražda je tak šokem nejen pro rodinu, ale těžkým úkolem i pro vyšetřovatele. Její dcera navíc není k nalezení a pro policisty tak začíná boj s časem. |           |                          |              |                              |                                                         |             |
| 21 | 5         | Správná ženská           | Marek Najbrt | Marta Fenclová, Petr Koubek  | 9. června 2024 (na Voyo) 16. června 2024 (na TV Nova)   | 0,889       |
| Během dožínek je zavražděna místní hospodská. Jejím domem ten den prošla řada lidí, navíc se postupně ukazuje, že její rodinné a milostné vztahy nebyly zrovna idylické. Podaří se Daně Skálové a jejímu týmu i tentokrát zjistit, kdo vraždil?                                                                                      |           |                          |              |                              |                                                         |             |
| 22 | 6         | Rukojmí                  | Andy Fehu    | Pavel Gotthard               | 16. června 2024 (na Voyo) 23. června 2024 (na TV Nova)  | 1,001       |
| Sedmnáctiletý Stanislav se při útěku před policií zabarikáduje na veselském hradě a jako rukojmí si vezme průvodkyni, kterou nechtěně pořeže. Podaří se policistům vyřešit situaci dřív, než bude pozdě? |           |                          |              |                              |                                                         |             |
| 23 | 7         | Na okraji                | Andy Fehu    | Pavel Gotthard               | 23. června 2024 (na Voyo) 30. června 2024 (na TV Nova)  | 0,917       |
| Ve vesnici nedaleko Veselé někdo zavraždil místní rodačku a jejího partnera. Okolnosti podivné dvojité vraždy jsou nejasné, podezření padá na bývalé partnery poškozené, jejího syna i sousedy, se kterými měli poškození dlouholeté spory.                                                                                          |           |                          |              |                              |                                                         |             |
| 24 | 8         | V kruhu rodinném         | Marek Najbrt | Petr Koubek                  | 30. června 2024 (na Voyo) 7. července 2024 (na TV Nova) | 0,991       |
| Julie zmizela a Dana Skálová má vážné podezření, že se jí něco stalo. Může případ souviset s jejím novým přítelem, kterého poznala na internetu? Nebo za jejím zmizením stojí konflikt, kvůli kterému musela opustit práci? |           |                          |              |                              |                                                         |             |

## Lokace
Vysočina je plná množství stále neobjevených přírodních krás, ale zároveň tak trochu drsná a nehostinná. Tajemná zákoutí, jednotlivé domy rozeseté po kraji, hluboké smíšené lesy, malebné vesničky i osluněné pláně – všude tam se odehrávají kriminální příběhy v novém seriálu Odznak Vysočina. Středobodem všeho je malé město Veselá.
Fiktivní Městečko Veselá si v seriálu „zahrála“ Ledeč nad Sázavou. V jejím centru se nachází moderní dům s výhledem na ledečský hrad, a právě v tomto domě sídlí policejní stanice. Další důležitou lokací je kromě obydlí některých hlavních hrdinů i benzinová stanice ve Zbýšově.
Svou nezastupitelnou roli ale hrají i epizodní lokace, místa zločinů a vyšetřování, která diváky zavedou například mezi chovatele vlků, lesníky, do místní školy, baru u rybníka nebo nevěstince. Natáčelo se v Koňkovicích, Koutech či v okolí Dobré Vody Nechybí ani návštěva v Golčově Jeníkově či v Lipnici nad Sázavou.
Nedílnou součástí děje je samozřejmě příroda, která mnohdy vstupuje do příběhů jako klíčový faktor. Natáčelo se například v kempu u řeky či v lesích okolo Ledče. Mrtvoly ale budou k nalezení i ve velmi romantických lokalitách, třeba u Stvořidel, což je nádherný úsek Sázavy plný peřejí mezi Smrčnou a stejnojmennou obcí Stvořidla. V seriálu se objeví i přírodní park Melechov nebo pstruhový ráj Kožlí.